# Siemenscyclus
De siemenscyclus is een techniek die gebruikt wordt om gassen af te koelen of vloeibaar te maken.

## Principe
Een gas wordt gecomprimeerd wat leidt tot een verhoging van de temperatuur (door de algemene gaswet). Het gecomprimeerde gas wordt vervolgens gekoeld door een warmtewisselaar, waarna het gekoelde samengeperste gas wordt gedecomprimeerd, waardoor het weer afkoelt (opnieuw de algemene gaswet). Dit resulteert in een gas (of vloeibaar gemaakt gas) dat kouder is dan het origineel bij een gelijke druk.
Carl Wilhelm Siemens patenteerde de siemenscyclus in 1857.